# NGC 2265
NGC 2265 — группа звёзд в созвездии Близнецов. Открыта Джоном Гершелем в 1832 году. По всей видимости, NGC 2265 является не физически связанным скоплением, а группой звёзд, случайно оказавшейся приблизительно на одном луче зрения.
Этот объект входит в число перечисленных в оригинальной редакции «Нового общего каталога».